# Буан, Виктор
Виктор Буан (фр. Victor Boin; 28 февраля 1886, Бюрхт — 31 марта 1974, Брюссель) — бельгийский ватерполист, пловец и фехтовальщик, призёр летних Олимпийских игр. Впервые произнёс Олимпийскую клятву на Олимпийских играх 1920.
Буан дважды входил в Олимпийскую сборную Бельгии по водному поло, которая стала серебряным призёром Игр 1908 в Лондоне и бронзовым Олимпиады 1912 в Стокгольме. Также, на своей первой Олимпиаде он участвовал в плавании на 100 м вольным стилем, но вышел уже из первого раунда.
Начиная с Игр в Стокгольме, Буан занялся фехтованием. На тех соревнованиях он занял четвёртое место среди шпажистов. Через восемь лет, он первым произнёс Олимпийскую клятву на летних Олимпийских играх 1920 в Антверпене, и на этих состязаниях стал серебряным призёром в командной шпаге. В индивидуальном турнире, он вышел уже после первого раунда. После завершения спортивной карьеры, он был президентом Бельгийского Олимпийского комитета с 1955 по 1965 год.
Во время Первой мировой войны Буан был военным лётчиком.